# Kronborgia amphipodicola
Kronborgia amphipodicola is een platworm (Platyhelminthes). De worm is tweeslachtig. De soort leeft in zout water.
Het geslacht Kronborgia, waarin de platworm wordt geplaatst, wordt tot de familie Fecampiidae gerekend. De wetenschappelijke naam van de soort werd voor het eerst geldig gepubliceerd in 1964 door Christensen & Kanneworff.